# 木根沿阶草
木根沿阶草（学名：Ophiopogon xylorrhizus）为百合科沿阶草属下的一个种。

## 扩展阅读
- 維基物種上的相關：木根沿阶草